# Dysdera bernardi
Espèce
Dysdera bernardi est une espèce d'araignées aranéomorphes de la famille des Dysderidae.

## Distribution
Cette espèce est endémique de Libye.

## Publication originale
- Denis, 1966 : Les araignées du Fezzân. Bulletin de la Société d'histoire naturelle d'Afrique du Nord, vol. 55, p. 103-144.